# Carl Pape
Carl Johannes Wilhelm Theodor Pape (* 20. Januar 1836 in Hannover; † 7. Mai 1906 in Steglitz) war ein deutscher Physiker.

## Leben
Carl Pape besuchte das Gymnasium in Celle und studierte nach dem Abitur 1855 Naturwissenschaften bis 1857 an der Georg-August-Universität Göttingen und anschließend an der Ruprecht-Karls-Universität Heidelberg, wo er auch 1858 zum Dr. phil. promoviert wurde (Dissertation gedruckt 1861).
Nach Fortsetzung seiner Studien an der Albertus-Universität Königsberg bei Franz Neumann in Königsberg wurde er 1862 mit seiner Habilitationsschrift über die spezifische Wärme wasserfreier und wasserhaltiger Salze für mathematische Physik in Göttingen habilitiert. Anschließend lehrte er als Privatdozent in Göttingen und ab 1866 als Professor an der Landwirtschaftlichen Akademie in Proskau.
1877 wurde er an der Albertus-Universität Königsberg als Nachfolger von Ludwig Moser ordentlicher Professor für Experimentalphysik. Von 1878 bis 1904 war er Ordinarius für Physik in Königsberg.
Der wissenschaftliche Schwerpunkt von Carl Pape lag im Bereich der Kristallphysik. Pape war an der Edition der Schriften Neumanns beteiligt und initiierte den Neubau des physikalischen Instituts der Albertus-Universität Königsberg.
Am 28. Oktober 1887 wurde Carl Pape unter der Matrikel-Nr. 2666 als Mitglied in die Kaiserliche Leopoldino-Carolinische Deutsche Akademie der Naturforscher aufgenommen.

## Schriften
- Augentur quae nota sunt de pulveris pyrii theoria chymica. Schade, Berlin 1861 Digitalisat
- Über die specifische Wärme wasserfreier und wasserhaltiger schwefelsaurer Salze. In: Annalen der Physik und Chemie, 120, 1863, S. 336–384 Digitalisat und 579–599 Digitalisat

als Herausgeber:
- Einleitung in die theoretische Physik. Vorlesungen, gehalten an der Universität zu Königsberg von Dr. F. Neumann. Teubner, Leipzig 1883.